# Phytocoris schotti
Phytocoris schotti är en insektsart som beskrevs av Knight 1926. Phytocoris schotti ingår i släktet Phytocoris och familjen ängsskinnbaggar. Inga underarter finns listade i Catalogue of Life.